# Zakrzów (Kazimierza)
Pour les articles homonymes, voir Zakrzów.
Zakrzów est une localité polonaise de la gmina de Skalbmierz, située dans le powiat de Kazimierza en voïvodie de Sainte-Croix.